# Nur (gmina)
Pour les articles homonymes, voir Nur.
Nur est une gmina rurale (en polonais : gmina wiejska) du powiat d'Ostrów Mazowiecka, dans la Voïvodie de Mazovie, dans le centre-est de la Pologne.
Son siège administratif (chef-lieu) est le village de Nur, qui se situe environ 32 km au sud-est d'Ostrów Mazowiecka (siège du powiat) et 103 km au nord-est de Varsovie (capitale de la Pologne).
La gmina couvre une superficie de 102,85 km2 pour une population de 3 191 habitants en 2006.

## Histoire
De 1975 à 1998, la gmina est attachée administrativement à la Powiat de Zambrów dans la voïvodie de Łomża.

Depuis 1999, elle fait partie de la voïvodie de Mazovie.

## Géographie
La gmina inclut les villages et localités de :

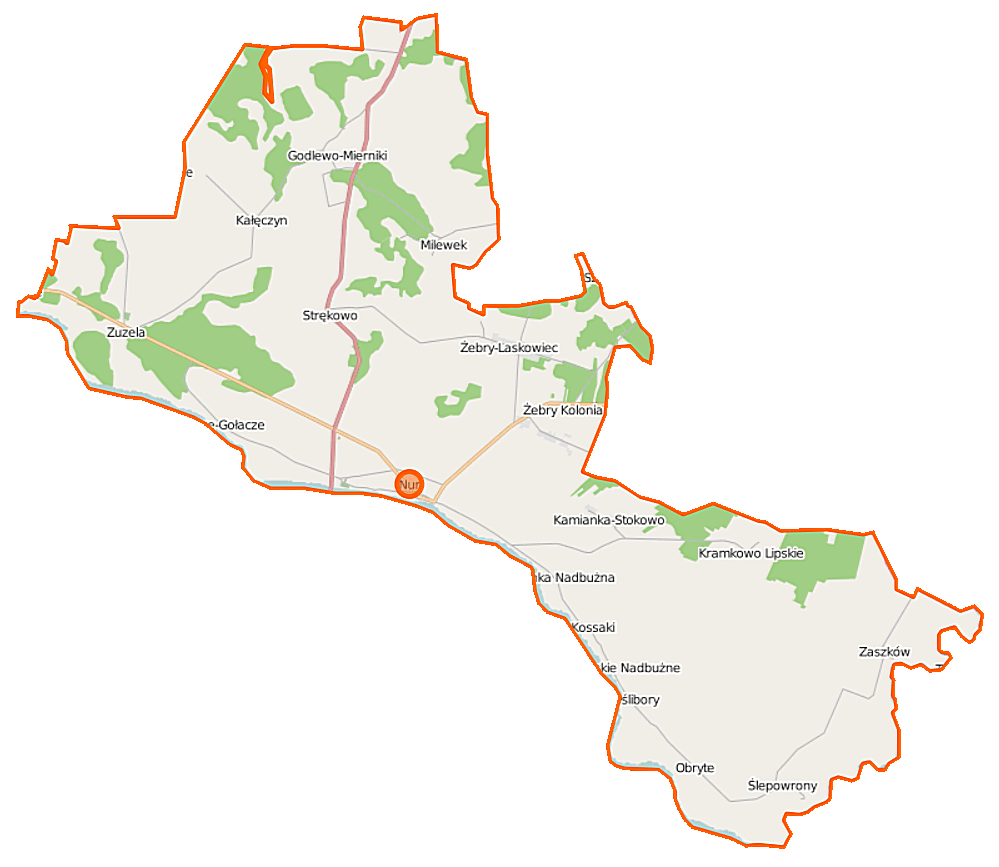
Plan de la gmina

- Bochna
- Cempora
- Godlewo Mierniki
- Godlewo Milewek
- Godlewo Warsze
- Godlewo Wielkie
- Kałęczyn
- Kamianka
- Kossaki
- Kramkowo Lipskie
- Łęg Nurski
- Murawskie Nadbużne
- Myślibory
- Nur
- Nur-Kolonia Wschodnia
- Obryte
- Ołowskie
- Ołtarze Gołacze
- Ślepowrony
- Strękowo
- Strękowo-Nieczykowskie
- Zakrzewo Słomy
- Zaszków
- Zaszków Kolonia
- Żebry Kolonia
- Żebry-Laskowiec
- Zuzela

### Gminy voisines
La gmina de Nur est voisine des gminy suivantes :
- Boguty-Pianki
- Ceranów
- Ciechanowiec
- Czyżew-Osada
- Sterdyń
- Szulborze Wielkie
- Zaręby Kościelne

## Structure du terrain
D'après les données de 2002, la superficie de la commune de Nur est de 102,85 km2, répartis comme tel :
- terres agricoles : 75%
- forêts : 18%

La commune représente 8,4% de la superficie du powiat.

## Démographie
Données du 30 juin 2004 :
| Description        | Total  | Total | Femmes | Femmes | Hommes | Hommes |
| ------------------ | ------ | ----- | ------ | ------ | ------ | ------ |
| Unité              | Nombre | %     | Nombre | %      | Nombre | %      |
| Population         | 3 230  | 100   | 1 598  | 49,5   | 1 632  | 50,5   |
| Densité (hab./km²) | 31,4   | 31,4  | 15,5   | 15,5   | 15,9   | 15,9   |